# مامندورف
مامندورف (به آلمانی: Mammendorf) یک شهر در آلمان است که در بایرن واقع شده‌است.

## خصوصیات
مامندورف ۲۱٫۲۱ کیلومترمربع مساحت دارد ۵۳۶ متر بالاتر از سطح دریا واقع شده‌است.